# Отпуск
Отпускът е платено или неплатено време извън работа, отпускано от работодателите на работещите и използвано от работещите по тяхно желание.
Според чл. 48 ал. 5 от Конституцията на Република България „Работниците и служителите имат право на... както на почивка и отпуск, при условия и по ред, определени със закон.
Всеки работник или служител има право на платен годишен отпуск. Размерът на основния и удължения платен годишен отпуск и на допълнителните платени годишни отпуски се урежда като част от трудовия договор между работника или служителя и работодателя. Размерът на основния платен годишен отпуск е не по-малко от 20 работни дни. Необходим стаж: при постъпване на работа за първи път работникът или служителят може да ползва платения си годишен отпуск, когато придобие най-малко 8 месеца трудов стаж. При прекратяване на трудовото правоотношение преди придобиване на 8 месеца трудов стаж работникът или служителят има право на обезщетение за неизползван платен годишен отпуск. 